# Itapejara d'Oeste
Itapejara d'Oeste est une municipalité brésilienne située dans l'État du Paraná.